# Eyjafjörður

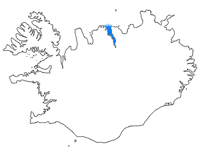
L'Eyjafjörður evidenziato dal colore blu

Eyjafjörður è il fiordo più lungo nell'Islanda centro-settentrionale. Si trova nella regione del Norðurland eystra, la seconda regione più popolosa d'Islanda.
Il suo nome letteralmente significa "Fiordo dell'Isola", in riferimento all'isola di Hrísey che si trova poco oltre l'imboccatura del fiordo.

## Descrizione
Il fiordo è lungo e stretto, misurando circa 60 km dal fondo allo sbocco sul mare. Raggiunge un massimo di 25 km di ampiezza, tra Siglunes e Gjögurtá all'estremità settentrionale, ma per quasi tutta la sua lunghezza non supera un'ampiezza di 6–10 km. Il fiordo presenta due ramificazioni minori, a loro volta fiordi, sul lato occidentale: Ólafsfjörður e Héðinsfjörður.
Il fiordo è circondato da colline e montagne su entrambi i lati, ma le montagne sono notevolmente più alte sul versante occidentale, nella penisola di Tröllaskagi. Nella parte più esterna del fiordo le ripide colline si interrompono bruscamente sul mare, e non sono presenti zone pianeggianti al livello del mare. Il dislivello è più graduale a sud, specialmente sulla sponda occidentale.
Molte valli si dipartono dall'Eyjafjörður, la maggior parte delle quali sulla sponda ovest, dove le due più importanti sono Hörgárdalur e Svarfaðardalur. Dalsmynni è l'unica valle sul fronte orientale. La valle più grande, omonima del fiordo, parte dall'estremità sud di Eyjafjörður, ed ospita una delle regioni agricole più grandi dell'Islanda.
Molti fiumi sfociano nell'Eyjafjörður. I principali sono Eyjafjarðará, Fnjóská e Hörgá.
L'isola di Hrísey, situata nel mezzo di Eyjafjörður, è la seconda isola per grandezza della costa islandese, e viene spesso menzionata con l'appellativo di "Perla di Eyjafjörður"

## Popolazione
La regione di Eyjafjörður è la seconda più popolosa d'Islanda, preceduta dalla zona di Reykjavík nel sud-ovest. La popolazione totale di questa regione era di 21 536 abitanti nel 2003 (non tenendo conto della cittadina di Siglufjörður e dell'isola di Grímsey, spesso associate con Eyjafjörður, ma geograficamente separate).
La città più grande è Akureyri. Altri insediamenti nella regione sono: Dalvík, Ólafsfjörður, Hrísey, Árskógssandur, Hauganes, Hjalteyri, Hrafnagil, Svalbarðseyri e Grenivík. La maggior parte di questi centri vivono principalmente di pesca ed agricoltura, eccezion fatta per Akureyri, che offre anche numerosi servizi, ed un'università.